# Geophila prancei
Geophila prancei är en måreväxtart som beskrevs av Julian Alfred Steyermark. Geophila prancei ingår i släktet Geophila och familjen måreväxter. Inga underarter finns listade i Catalogue of Life.